# Фиваида (Стаций)
Фиваида — наиболее известное произведение Публия Папиния Стация, латинского писателя, жившего в I веке н. э.
Произведение посвящено походу против Фив, предпринятому под предводительством аргосского царя Адраста («Семеро против Фив»). «Фиваида» Стация является наиболее полным дошедшим до наших дней изложением фиванской войны.
В поэме рассказывается о том, как ссора сыновей Эдипа, Этеокла и Полиника, из-за очерёдности наследования трона в Фивах
привела к войне Аргоса с Фивами.